# Тимирязево (Тверская область)
Тимирязево — деревня в Калязинском районе Тверской области. Входит в состав Старобисловского сельского поселения.

## География
Находится на левом берегу реки Вотовка, в 8 км к западу от деревни Старобислово.

## История
Постановлением президиума ВЦИК РСФСР от 21 июля 1924 года деревня Соплино переименована в Тимирязево

## Население
| 2010 |
| ---- |
| 170  |